# Indische Gazelle
Die Indische Gazelle (Gazella bennettii), auch Chinkara genannt, ist eine in Asien heimische Säugetierart aus der Gattung der Gazellen (Gazella). 

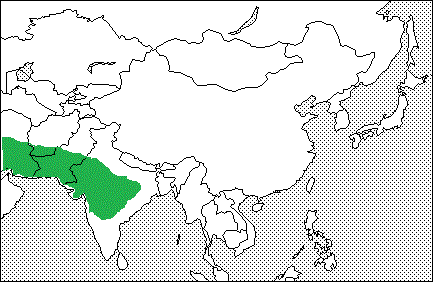
Das Verbreitungsgebiet der Indischen Gazelle nach Angaben der IUCN

## Merkmale
Die Indische Gazelle erreicht eine Kopfrumpflänge von 90 bis 110 Zentimeter, eine Schulterhöhe von 58 bis 65 Zentimeter und ein Gewicht von 15 bis 30 Kilogramm. Ihr Fell ist an der Oberseite und an den Flanken je nach Region sandfarben, gelbbraun, graubraun oder rötlichbraun gefärbt, die Unterseite ist heller, fast weiß. Von den Augen zur Schnauze erstrecken sich zwei dunkelbraune Streifen. Die Hörner der männlichen Tiere werden normalerweise etwa 20 Zentimeter lang, der Rekord lag bisher bei 39 Zentimetern.

## Lebensraum und Lebensweise
Indische Gazellen leben in Gruppen von 3 bis 30 Tieren, sind allerdings auch einzeln anzutreffen. Besonders aktiv sind die scheuen Chinkaras morgens und in der Dämmerung. Wie die meisten Gazellenarten können sie lange Zeit ohne Wasser auskommen. Ihr Lebensraum sind trockene, offene Regionen wie Grasländer und Wüstengebiete.

## Systematik und Verbreitung
Die Indische Gazelle wurde 1831 durch den britischen Naturforscher William Henry Sykes erstmals wissenschaftlich beschrieben und dabei der Gattung Antilope zugeordnet. Heute gehört sie zur Gattung Gazella. Nach Angaben der IUCN kommt die Indische Gazelle vom zentralindischen Dekkan im Osten über Pakistan und den Süden Afghanistans bis in den zentralen Iran im Westen vor. Groves und Grupp beschränkten die Indische Gazelle auf die Population im zentralindischen Dekkan und trennten vier Arten von der Indischen Gazelle ab (Gujarat-Chinkara (G. christii), Belutschistan-Chinkara (G. fuscifrons), Punjab-Chinkara (G. salinarum) und Iran-Chinkara  (G. shikarii)), was sich bisher aber nicht durchgesetzt hat.

## Bedrohung
Durch die Bejagung sind die Bestände im Iran und in Pakistan deutlich zurückgegangen, und auch die Bestände in Indien sind außerhalb von Schutzgebieten zurückgegangen. Der Gesamtbestand der Art wurde 2016 auf 50.000 bis 70.000 adulte Exemplare geschätzt.